# 納丁·戈迪默
納丁·戈迪默（1923年11月20日—2014年7月13日），南非女作家，1991年诺贝尔文学奖获得者，也是非洲和南非首位獲得該獎的女性得主。2014年7月13日，戈迪默在約翰內斯堡的家中安詳辭世，享壽90歲。

## 生平
戈迪默的雙親都是猶太人，父親是從東歐移民到南非定居。

## 作品

### 小說
- The Lying Days (中譯名：虛妄年代) 1953年發表。
- Cry,The Beloved Country (中譯名：哭泣吧！親愛的祖國) 1948年出版。
- Too Late,The Phalarope (中譯名：太遲了，法拉羅普) 1953年出版。
- A World of Strangers (中譯名：陌生人的世界) 1956年出版。
- Occasion for Loving (中譯名：戀愛季節) 1963年出版。
- Late Bourgeois World (中譯名：資產階級世界的末日) 1966年出版
- Burger's Daughter (中譯名：博格的女兒)
- A Guest of Honour (中譯名：尊貴之客)
- The Conservationist (中譯名：生態保護者)
- July's People (中譯名：七月的人民) 1981年發表。
- Sport of Nature (中譯名：大自然的運動) 1987年發表。
- My Son's Story (中譯名：我兒的故事) 1990年發表。
- None accompany Me (中譯名：無人伴我) 1994年發表。

### 中文版
這位作家的名字，有人譯作「高迪默」，也有譯作「娜定‧葛蒂瑪」，後者較為常見、通用。書評及作者簡介極少。到2011/3/30為止，使用「台灣期刊論文索引系統」搜尋，僅找到一篇：林同安/著、鄭樹森/輯譯〈一九九一諾貝爾文學獎得主—娜汀‧葛蒂瑪(Nadine Gordimer)專輯〉，發表在1991年12月號的《聯合文學》。
- Nadine Gordimer原著，劉禾山/譯，《非洲文學面面觀》，台北：皇冠，1979年。
- 彭淮棟/譯，《我兒子的故事》，台北：九歌出版社，1992年。
- 莫雅平等人/譯，《朱利的子民》，台北：桂冠圖書公司，1993年。
- 梁永安/譯，《偶遇者》，台北：九歌出版社，2002年。
- 梁永安/譯，《偶遇者》，台北：九歌出版社，2002年。
- 蕭寶森/ 譯，《最後一匹人頭馬是怎麼死的》，台北市：大塊文化出版，2006年。

### 相关研究
- 溫瀅雅，〈娜丁‧歌蒂瑪「短篇小說集」中的角色互動〉，淡江大學西洋語文研究所碩士論文，1988年。
- 劉祖宇，〈桃樂絲. 雷辛和娜汀. 葛蒂瑪小說中的反種族隔離論述〉 (英文名：Try the taboos : an antiapartheid study of Doris Lessing's The Grass Is Singing and Nadine Gordimer's selected novels)(內容為英文)，中國文化大學西洋文學研究所英文組，碩士論文，1997年。
- 廖炳惠，〈當代南非白人英文文學研究 (II)：葛蒂瑪與種族論述〉，該論述為縮影資料，1998年。
- 林雅瓊，〈南非女性革命分子素繪：娜汀高蒂瑪小說《我兒子的故事》的一種讀法〉 ，清華大學外國語文學系，2000年。
- 陳麗如，〈跨越邊界 : 葛蒂瑪<<吾兒故事>>中的再現,顛覆及認同問題〉(英文名：Border crossing : Re/Presentation, subversion and identity in Nadine Gordimer's My Son's Story)(內容為英文)，國立政治大學英國語文學系碩士論文，2002年。
- 曾心嫻，〈性別干預與白人自由主義 : 娜汀葛蒂瑪<<柏格的女兒>>中種族隔離的抗拒與自我身份的重建〉 (英文名：Gender intervention with white liberalism : resisting apartheid,reconstructing self-identity in Nadine Gordimer's Burger's Daughter)(內容是英文)，國立中興大學外國語文學系，2003年。
- 陳美惠，〈我願作為您忠實的僕人 : 談葛蒂瑪<<朱利的人民>>中種族、性別與階級問題的互動呈現〉 (內容為英文)，國立中興大學外國語文學系碩士論文，2003年。
- 李青朔，〈娜汀葛蒂瑪小說《我兒子的故事》之未完成解決的異質性〉(英文名：The incomplete resolution of heteropolarity in Nadine Gordimer's My Son's Story)(內容為英文)，國立高雄師範大學英語學系碩士論文，2009年。